# الیویا هک
الیویا هک (انگلیسی: Olivia Hack؛ زادهٔ ۱۶ ژوئن ۱۹۸۳) یک هنرپیشه اهل ایالات متحده آمریکا است. وی از سال ۱۹۹۲ میلادی تاکنون مشغول فعالیت بوده‌است.